# Boreonectes
Boreonectes es un género de coleópteros adéfagos  perteneciente a la familia Dytiscidae. 

## Especies
- Boreonectes aequinoctinalis	(Clark 1862)
- Boreonectes alpestris	(Dutton & Angus 2007)
- Boreonectes coelamboides	(Fall 1923)
- Boreonectes dolerosus	(Leech 1945)
- Boreonectes expositus	(Fall 1923)
- Boreonectes funereus	(Crotch 1873)
- Boreonectes griseostriatus	(De Geer 1774)